# Soundbar

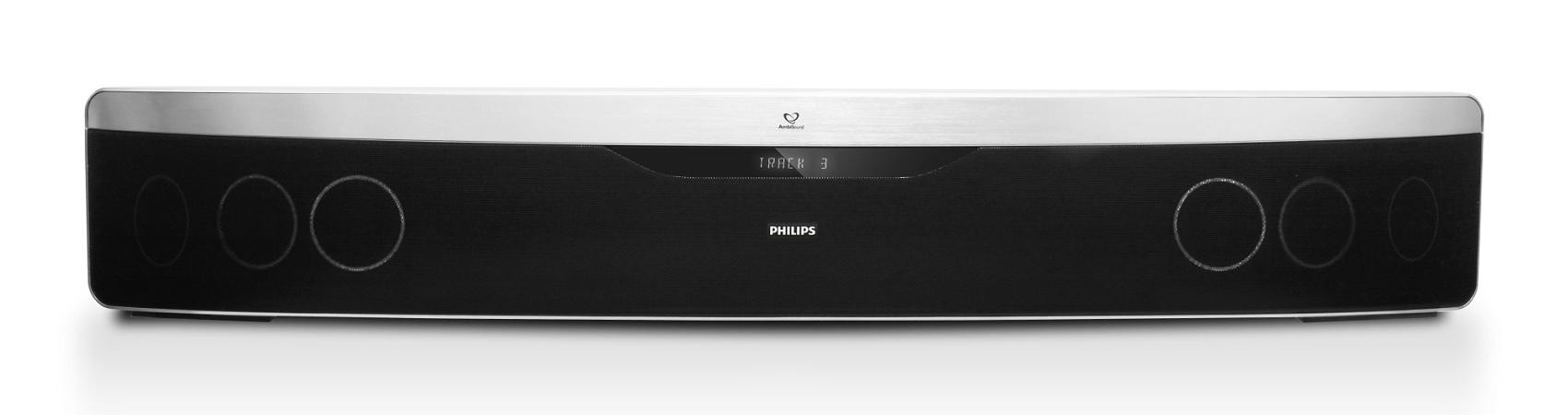
Um soundbar

Soundbar é o nome comercial dado a uma categoria de produtos de áudio que foi criada para ampliar a capacidade de volume de áudio dos televisores de tela plana do tipo LCD, plasma e LED. O Soundbar é um aparelho de instalação simples, que destina-se aqueles que não possuem o espaço, conhecimento ou os recursos necessários para a instalação de sistemas de home theaters mais complexos.
Diferentemente dos microsystems, o Soundbar é normalmente um aparelho em peça única, estéreo, com dois alto-falantes, configurando um sistema 2.0, mas pode integrar um subwoofer em sua estrutura, configurando um sistema 2.1. Funcionalidades como sintonizador de rádio e reprodutor de mídias USB podem ser integrados ao aparelho, apesar destas funcionalidades também já estarem presentes em alguns modelos de televisores de tela plana. Existem também modelos de Soundbar com 4 ou mais alto-falantes, configurando 4.0, 4.1, 5.0, 5.1 ou sistemas mais complexos, com o intuito de proporcionar uma sensação espacial do som em relação à imagem reproduzida na tela, envolvendo o espectador com maior intensidade e profundidade. Este efeito também é conhecido como surround.
O design do Soundbar é realizado de forma que o mesmo possa ser posicionado muito próximo ao televisor, quando este é posicionado fixo diretamente na parede, ou em uma base sobre uma estante. Desta forma, a relação entre o efeito sonoro e o movimento na tela é intensificado, reproduzindo a sensação de distribuição de som idealizada pelo gerador do conteúdo que está sendo reproduzido na tela do televisor com a máxima fidelidade. Os circuitos básicos de um Soundbar consistem-se de um amplificador com o número de canais para que o mesmo foi conceituado, um processador de Surround, 3 ou mais entradas auxiliares, e uma fonte de alimentação do tipo chaveada.